# Solihull (stad)
Solihull is een plaats (town) in het bestuurlijke gebied Solihull, in het Engelse graafschap West Midlands. De plaats ligt 14,5 km ten zuiden van het centrum van de stad Birmingham.

## Geboren
- Ian Walters (1930-2006), beeldhouwer
- John Deehan (1957), voetballer
- Jonathan Nott (1963), dirigent
- Richard Hammond (1969), televisiepresentator
- Zat Knight (1980), voetballer
- Will Grigg (1991), Noord-Iers voetballer
- André Green (1998), voetballer
- Tom Fellows (2003), voetballer